# 山辺健史
山辺 健史（やまべ たけし、1976年 - ）は、東京都台東区浅草生まれのルポライター。
日本映画学校（現・日本映画大学）卒業。映画助監督を経て、神田神保町の古本屋アットワンダー勤務。2004年、「コミック伝説マガジン」の連載をまとめた『マンガ世界の歩き方』を上梓する。「東京人」「荷風!」などの雑誌で街ネタ、居酒屋ルポを執筆。はらひがし企画が主催する「お笑い芸人養成スクール」では講師をつとめている。

## 著書
- マンガ世界の歩き方（2004 岩波ジュニア新書）